# Young Talkmore Nyongani
Young Talkmore Nyongani  (né le 2 septembre 1983 dans le district de Makonde) est un athlète zimbawéen, spécialiste du 400 mètres.

## Biographie
Aux Championnats d'Afrique 2004 de Brazzaville, Young Talkmore Nyongani se classe troisième de l'épreuve du 400 m et remporte par ailleurs le titre continental du relais 4 × 400 m en compagnie de ses compatriotes Lloyd Zvasiya, Lewis Banda et Temba Ncube. De nouveau médaillé de bronze en individuel lors de l'édition 2006 de Bambous, à Maurice, il fait partie du relais 4 × 400 m africain qui se classe troisième de la Coupe du monde des nations 2006, à Athènes. En 2007, lors des Jeux africains, il s'adjuge la médaille d'argent du 400 m, derrière le Botswanais California Molefe, ainsi que la médaille de bronze au titre du relais 4 × 400 m.

### Palmarès
| Date | Compétition                   | Lieu        | Résultat | Épreuve   |
| ---- | ----------------------------- | ----------- | -------- | --------- |
| 2002 | Championnats du monde juniors | Kingston    | 4e       | 400 m     |
| 2004 | Championnats d'Afrique        | Brazzaville | 3e       | 400 m     |
| 2004 | Championnats d'Afrique        | Brazzaville | 1er      | 4 × 400 m |
| 2006 | Championnats d'Afrique        | Bambous     | 3e       | 400 m     |
| 2006 | Coupe du monde des nations    | Athènes     | 3e       | 4 × 400 m |
| 2007 | Jeux africains                | Alger       | 2e       | 400 m     |
| 2007 | Jeux africains                | Alger       | 3e       | 4 × 400 m |

### Records
| Épreuve    | Performance | Lieu     | Date         |
| ---------- | ----------- | -------- | ------------ |
| 400 mètres | 44 s 96     | Pretoria | 18 mars 2005 |